# چویا (روسیه)
چویا (به لاتین: Choya) یک منطقهٔ مسکونی در روسیه است که در جمهوری آلتای واقع شده‌است.